# Praying with Anger
Praying with Anger è il primo film diretto dal regista indo-americano M. Night Shyamalan, che lo ha anche scritto, interpretato e prodotto.

## Trama
Un giovane studente nato in India, Dev Raman, praticante della religione indù, che da tanti anni vive negli Stati Uniti, coglie l'occasione di uno scambio universitario per trascorrere un anno nel suo paese d'origine. Qui però si accorge ben presto di quanto sia profonda la differenza culturale tra l'India e l'Occidente, e quanto spesso essa sfoci in incomprensioni e violenze. Vedendo andare a vuoto i suoi tentativi di migliorare tale situazione, non gli resta altro che "pregare con rabbia".